# Spirocheten
Spirocheten (Spirochaetes) zijn een stam van dunne spiraalvormige bacteriën. Deze eencelligen bezitten 'peri-plasmatische' (rondom het cytoplasma, dus aan de buitenkant van de cel gelegen) flagellen. Door de spiraalvorm kunnen deze bacteriën zich makkelijk als een soort kurkentrekker tussen de cellen naar binnen schroeven. Vooral op plaatsen waar de huid of met name het slijmvlies beschadigd is. Vaak zijn deze "scheurtjes" (laesies) met het blote oog niet zichtbaar. 
De spirocheet Borrelia burgdorferii werd voor het eerst in 1982 door W. Burgdorfer en A.G. Barbour geïsoleerd. Via de bloedbaan verspreidt de bacterie zich snel door het gehele lichaam, daarbij geholpen door zijn lange zwiepende staart.
De spirocheten zijn opgedeeld in drie families, allemaal behorende tot één enkele orde, de Spirochaetales, die met de stam van de Spirochaetes materieel samenvalt.
Enkele soorten zijn belangrijke ziekteverwekkers bij de mens:
- Leptospira interrogans veroorzaakt de ziekte van Weil, via de urine van de bruine rat, en melkerskoorts (via rundvee),
- Borrelia burgdorferi, veroorzaakt lymeziekte,
- Borrelia miyamotoi,
- Borrelia reccurentis, veroorzaakt febris recurrens,
- Treponema pallidum, veroorzaakt syfilis.